# ليونارد شتاين (أستاذ جامعي)
ليونارد شتاين (بالإنجليزية: Leonard Stein)‏ هو موزع وعازف بيانو أمريكي، ولد في 1 ديسمبر 1916 في لوس أنجلوس في الولايات المتحدة، وتوفي في يونيو 2004 في مركز بروفيدنس سانت جوزيف الطبي ‏ في الولايات المتحدة.

## وصلات خارجية
- ليونارد شتاين على موقع ميوزك برينز (الإنجليزية)
- ليونارد شتاين على موقع أول ميوزيك (الإنجليزية)
- ليونارد شتاين على موقع ديسكوغز (الإنجليزية)